# Rollnes
Rollnes (en same du Nord : Nuorta-Rállegeahci) est une localité du comté de Troms, en Norvège.

## Géographie
Administrativement, Rollnes fait partie de la kommune d'Ibestad.